# 홍가신청난비
홍가신청난비(洪可臣淸亂碑)는 충청남도 홍성군 홍성읍 월산리에 있는 조선시대의 홍가신청난비이다. 1984년 5월 17일 충청남도의 문화재자료 제165호로 지정되었다.

## 개요
홍가신(1541∼1615)이 이몽학의 난을 평정한 후, 그 사실을 후세에 전하고자 세워놓은 비이다.
임진왜란이 일어난 후 계속되는 흉년으로 민심이 동요된 틈을 타서 왕의 종친이면서도 서자인 이몽학이 조선 선조 30년(1597)에 반란을 일으켜 홍주성을 쳐들어 왔다. 당시 홍가신은 홍주목사로 있으면서 난을 평정하였고, 그 공으로 청난공신(淸難功臣) 1등에 봉해졌다.
비는 인조 19년(1641)에 세웠는데, 오랫동안 돌보지 못하여 파손된 것을 1973년 홍성군수가 보수하여 오늘에 이르고 있다.

## 같이 보기
- 홍가신
- 이몽학의 난
- 청난공신

## 참고 문헌
- 홍가신청난비 - 국가유산청 국가유산포털